# Acropoma
Acropoma is een geslacht van straalvinnige vissen uit de familie van acropomaden (Acropomatidae).

## Soorten
- Acropoma argentistigma Okamoto & Ida, 2002
- Acropoma boholensis Yamanoue & Matsuura, 2002
- Acropoma hanedai Matsubara, 1953
- Acropoma japonicum Günther, 1859
- Acropoma lecorneti Fourmanoir, 1988
- Acropoma profundum Okamoto, 2014[2]